# اسمرالدا (کوبا)
اسمرالدا (به اسپانیایی: Esmeralda) یک منطقهٔ مسکونی در کوبا است که در استان کاماگوئی واقع شده‌است. اسمرالدا ۱٬۴۸۰ کیلومتر مربع مساحت و ۲۹٬۹۵۳ نفر جمعیت دارد و ۳۵ متر بالاتر از سطح دریا واقع شده‌است.

## جغرافیا
این شهرداری به بخش‌های برزیل (همچنین به عنوان جارونو شناخته می‌شود)، کائونائو، گواناخا، کوئمادو و تابور تقسیم می‌شود.
کایو رومانو، یکی از غارهای مجمع الجزایر ژاردین دل ری در شمال اسمرالدا، در سراسر خلیج لا جیگوی (باهیا دی جیگوی) واقع شده است.

## جمعیت شناسی
در سال ۲۰۰۴، شهرداری اسمرالدا ۲۹۹۵۳ نفر جمعیت داشت. با مساحت ۱۴۸۰ کیلومتر مربع (۵۷۰ مایل مربع)، تراکم جمعیت آن ۱۲۳۰/km۲ (۳۲۰۰/mill مربع) است.

## اقتصاد
اقتصاد بر اساس محصولات نیشکر، نارگیل، آناناس، پرتقال و تنباکو است.